# براد ريتشاردسون
براد ريتشاردسون هو لاعب هوكي الجليد كندي، ولد في 4 فبراير 1985 في بيلفي في كندا.

## وصلات خارجية
- براد ريتشاردسون على موقع دوري الهوكي الوطني (الإنجليزية)
- براد ريتشاردسون على موقع EliteProspects.com (الإنجليزية)
- براد ريتشاردسون على موقع HockeyDB.com (الإنجليزية)
- براد ريتشاردسون على موقع Hockey-Reference.com (الإنجليزية)